# Tegenpaus Benedictus XIII
Benedictus XIII (Illueca (Aragón), ca. 1327 - Peñíscola, 23 mei 1423), echte naam Pedro Martínez de Luna, was een Spaanse bisschop die tot kardinaal benoemd werd in de Rooms-Katholieke Kerk en tussen 1394 en 1423 tegenpaus was tijdens het Westers Schisma.

## Biografie
Pedro de Lune werd geboren in een adellijke familie in Aragón. Hij was professor canoniek recht aan de universiteit van Montpellier toen hij 1375 tot kardinaal werd gecreëerd. Als kardinaal steunde hij aanvankelijk de verkiezing van paus Urbanus VI om later de kant van tegenpaus Clemens VII te kiezen. Door de invloed van Pedro de Luna koos Aragón voor de paus te Avignon.
De Luna werd na Clemens' dood in 1394 door de kardinalen die hem steunden gekozen tot diens opvolger, waarbij hij de naam Benedictus XIII aannam. Voor het conclaaf zei hij dat hij even gemakkelijk zou aftreden als zijn hoed afzetten als dit zou helpen om het schisma te beëindigen. Toen hij echter daadwerkelijk tot paus werd gekozen weigerde hij af te treden, hoewel hij zei dat hij voorstander was van de hereniging van de Kerk. Hij verloor zo de steun van Frankrijk en ook 18 van de 23 kardinalen in Avignon vielen hem af. In 1398 belegerde een Franse legertroep onder leiding van Geoffroy le Meingre het pausenpaleis in Avignon. Toen zij het na drie maanden nog niet hadden kunnen innemen, werd besloten tot een blokkade. Het garnizoen dat het paleis verdedigde mocht vertrekken en Benedictus XIII bleef als feitelijke gevangene achter in zijn paleis. Na vijf jaar, in maart 1403, wist hij 's nachts te ontsnappen naar Châteaurenard aan de overkant van de Durance. Hij slaagde erin de steun van de kardinalen te herwinnen en dankzij Lodewijk I van Orléans ook die van Frankrijk. Hij herstelde zijn gezag in Avignon, maar verliet vervolgens de stad na een pestuitbraak. Via Carpentras en Sorgues reisde hij naar Italië.
Hij verklaarde zich bereid een vergelijk te vinden met paus Gregorius XII. Tijdens het concilie van Pisa (1409) wilde Benedictus XIII echter van geen compromis weten om tot een einde van het Westers Schisma te komen. Hij weigerde af te treden en de nieuwe paus Alexander V te erkennen. Hierdoor kalfde zijn steun steeds verder af. Nadat hij in 1417 door het concilie van Konstanz werd afgezet, leefde hij tot zijn dood in 1423 in een kasteel te Peñíscola, nabij Valencia, in de overtuiging dat hij de rechtmatige paus was. In ballingschap creëerde hij nog vier nieuwe kardinalen. Schotland en Armagnac erkenden hem als paus tot aan zijn dood.
Cursief: tegenpaus
- Biblioteca Nacional de España: XX1052545
- Bibliothèque nationale de France: cb121113497 (data)
- Gemeinsame Normdatei: 118508881
- International Standard Name Identifier: 0000 0004 3482 7364
- Library of Congress Control Number: n84115889
- Nationale Bibliotheek van Israël: 987007581680205171
- Nationale Bibliotheek van Polen: a0000003427186
- Nederlandse Thesaurus van Auteursnamen: 109135652
- Istituto Centrale per il Catalogo Unico: SBLV193055
- Système universitaire de documentation: 029499216
- Virtual International Authority File: 79061954
- WorldCat: E39PBJv4rxQwtVBqvKyqkGw3cP